# Regolamento governativo
Un regolamento governativo, nell'ordinamento giuridico italiano, è un atto amministrativo del Governo avente valore di fonte normativa secondaria. Ha la sua fonte principale nella legge 23 agosto 1988, n. 400.

## Descrizione
Nella gerarchia delle fonti,  si colloca cioè al di sotto delle fonti costituzionali e delle fonti primarie (ossia legge ordinaria, decreto legislativo, decreto-legge, trattato internazionale, direttive e regolamenti dell'Unione europea).  La loro collocazione al di sotto delle fonti primarie è giustificata dal processo richiesto per la loro approvazione, dal quale il Parlamento (l'unico organo costituzionale elettivo titolare della funzione legislativa) è completamente escluso: i regolamenti governativi sono infatti proposti e approvati interamente all'interno dell'esecutivo, sebbene in base a una norma di legge autorizzativa, ovvero  la legge 23 agosto 1988, n. 400. Come tali, sono ovviamente subordinati alla Costituzione, nonché a tutti gli atti aventi forza di legge, potendo disciplinare in generale materie non regolamentate da leggi o eseguirne e attuarne le disposizioni.
La legge n. 400/1988 all'art 17, commi 1 e 4, ne definisce il procedimento di adozione. Il Consiglio dei ministri (C.d.M) delibera l'adozione del regolamento, acquisendo preventivamente il parere del Consiglio di Stato. Il parere, acquisito entro 90 giorni, è obbligatorio ma non vincolante, perché il Governo può discostarsene (i motivi verranno formulati in C.d.M nella relazione del Ministro che propone quest'azione). Una volta deliberato il regolamento in C.d.M, questo viene emanato per Decreto del presidente della Repubblica (D.P.R.). A questo punto il regolamento è un atto amministrativo considerato perfetto, ma non efficace. Perché l'atto acquisisca efficacia deve passare sotto il controllo di legittimità esercitato dalla Corte dei conti, la quale appone il visto e provvede alla registrazione. Solo alla fine di questo procedimento il regolamento viene pubblicato in Gazzetta Ufficiale e acquista efficacia. Qualora, invece, il regolamento venga emanato da un Ministro nell'ambito di competenza del proprio dicastero, il procedimento è semplificato ed esso assume la forma del decreto ministeriale.

## Tipologie
L'art. 17 della legge 23 agosto 1988, n. 400 distingue sei diversi tipi di regolamento:
1. regolamenti di esecuzione: sono di norma previsti dalla legge al fine di dettare norme specifiche per la sua corretta esecuzione, ovvero predispongono gli strumenti più opportuni per l'effettiva messa in pratica delle disposizioni di legge; possono inoltre assolvere all'importante funzione di precisare e integrare le norme poste dalla legge (funzione interpretativa).
2. regolamenti di attuazione e integrazione: essi sono adottati quando una disciplina è coperta da riserva di legge relativa e nel caso in cui una legge definisca soltanto norme di principio; tale tipo di regolamento favorisce una migliore applicazione della legge, colmando eventuali incompletezze (mai per materie coperte da riserva di legge assoluta).
3. regolamenti indipendenti: essi sono adottati autonomamente dal Governo per regolamentare materie che non sono affatto disciplinate da una fonte primaria (con esclusione di quelle coperte da riserva di legge assoluta) e che quindi sono solitamente di modesta rilevanza. Non possono mai derogare ad una norma di legge.
4. regolamenti delegati (o autorizzati): previsti al fine di dare corso ad un processo di delegificazione (ossia dell'attribuzione al Governo del compito di regolamentare certe materie anche in deroga ad una disciplina precedentemente posta dalla legge). Tale processo è garantito da una legge avente contenuto autorizzatorio del Parlamento che permette di disciplinare con regolamento un oggetto già regolato da legge, anche su una materia coperta da riserva di legge (purché non assoluta). La legge di autorizzazione dispone l'abrogazione della normativa vigente con effetto però dall'entrata in vigore del regolamento (abrogazione differita).
5. regolamenti organizzativi: disciplinano l'organizzazione interna dei pubblici uffici, e prima del 1948 godevano di un ampio raggio d'azione. Dall'entrata in vigore della Costituzione repubblicana, essendo la materia coperta da riserva di legge relativa[2], essi non si distinguono più nella sostanza dai regolamenti di esecuzione o di attuazione e integrazione. Tuttavia, nel 1997 la materia è stata oggetto di delegificazione[3], per cui ad essi si sono sostituiti i regolamenti delegati.
6. di attuazione delle direttive europee: si tratta di regolamenti che fanno seguito a disposizioni della cd. legge comunitaria tramite la quale l'Italia si adegua annualmente agli atti comunitari e che possono essere adottati in materie di competenza legislativa esclusiva statale già disciplinate da legge seppur non coperte da riserva di legge assoluta.

## Questioni di legittimità
Avendo la forma di atto amministrativo, nel caso in cui contrasti con la legge (principio di legalità amministrativa) un regolamento può essere annullato dal giudice amministrativo con effetto erga omnes, mentre il giudice ordinario può solo disapplicarlo inter partes, cioè con effetto ristretto alle sole parti in causa.
Proprio per la sua natura di atto amministrativo, neanche la Corte costituzionale ha il potere di annullare un regolamento governativo, potendo solo vagliare la legittimità costituzionale della norma di legge che tale regolamento abbia autorizzato e sulla quale legittimamente esso si fonda. La Consulta esercita quindi un sindacato indiretto sui regolamenti, in quanto l'annullamento di una singola norma primaria alla quale un regolamento si richiama, comporta la conseguente nullità del regolamento stesso. 
Nessuna norma costituzionale impone a un regolamento di richiamarsi a norme primarie, a pena di inefficacia, né di indicare puntualmente nel regolamento il fondamento dei suoi articoli e disposizioni a partire da relative norme primarie. Questa ultima cosa, se fosse, permetterebbe di sancire quali articoli o disposizioni del regolamento andrebbero invalidati a seguito di una sentenza indiretta della Consulta volta a dichiarare illegittima tutta o una parte della cosiddetta legge (primaria) di autorizzazione (al regolamento). Al contrario, non è previsto che i regolamenti debbano puntualmente riportare, per ogni disposizione in essi contenuta, la corrispondente norma primaria che di volta in volta le riconosca, quanto piuttosto è avallata, per la qualificazione del regolamento come validamente idoneo a ordinare, la tendenza alla mera invocazione formale e generale dell'atto legislativo (primario) delegificante.
Per quest'ultimo, allo stesso tempo, non è previsto che debba disporre preventivamente e puntualmente le disposizioni di legge abrogabili, consentendo quindi alle norme poste dai regolamenti in delegificazione di sostituire (mediatamente alla legge di autorizzazione, ma pur sempre) direttamente il contenuto dell'atto legislativo delegificato (ovvero le norme primarie che già regolavano, prima delle delegificazione tramite legge di autorizzazione, la materia ora affidata al regolamento).
In alcuni casi poi, i regolamenti di Governo e Authority amministrative vengono emanati anche in presenza di vuoto legislativo, quindi senza richiamarsi a norma primaria alcuna. In questo caso, non infrequente, si è in presenza di una fonte del diritto, seppure secondaria, che sfugge a qualsiasi possibilità di un vaglio costituzionale.

## I rapporti col diritto dell'Unione Europea
La legge 9 marzo 1989, n. 86 ha introdotto lo strumento del disegno di "legge comunitaria" che attribuisce al Parlamento la facoltà di autorizzare il Governo a provvedere con regolamento di delegificazione al recepimento di atti comunitari.